# Jan Stępień (polityk)
Jan Stępień (ur. 1902 w Niekłaniu, zm. ?) – działacz polskiego ruchu ludowego, czołowy działacz Zjednoczenia Lewicy Chłopskiej Samopomoc, członek Komunistycznej Partii Polski i Polskiej Partii Robotniczej, żołnierz Gwardii Ludowej.
Urodził się 6 lipca 1902 r. w Niekłaniu w rodzinie robotniczej. Działalność polityczną rozpoczął od wstąpienia w 1925 r. do KPP i Niezależnej Partii Chłopskiej, następnie działał w Międzynarodowej Organizacji Pomocy Rewolucjonistom i Zjednoczeniu Lewicy Chłopskiej Samopomoc. Był organizatorem wieców i zebrań przedwyborczych do sejmu, senatu i samorządu terytorialnego. Po delegalizacji ZLCh Samopomoc, prowadził działalność z ramienia KPP. W czasie okupacji był działaczem PPR i żołnierzem Gwardii Ludowej.